# جیکوب وینر
جیکوب وینر (انگلیسی: Jacob Viner زاده ۳ مه ۱۸۹۲ – درگذشته ۱۲ سپتامبر ۱۹۷۰) یک اقتصاددان کانادایی بود و همراه با فرانک نایت و هنری سیمانس به عنوان یکی از اساتید الهام بخش مکتب اقتصادی شیکاگو اولیه در دههٔ ۱۹۳۰ در نظر گرفته شده است: او یکی از شخصیت‌های پیشتاز دانشکدهٔ شیکاگو بود.